# 中國秦發
中國秦發集團有限公司，中國秦發集團，以及中國秦發（英語：China Qinfa Group Limited，港交所：0866），在1995年由徐吉華（董事會主席）等人進行創立名為「秦皇島開發區秦發貿易有限公司」。
業務在中國內地經營煤炭採購、選煤、配煤、儲存、運輸、銷售及航運等，招股價為2.52港元，全球發行股份為2.5億股，而集資額為6.3億港元，而股份在2009年7月3日於香港交易所主板上市。
2009年，中國秦發計劃以8.57億元人民幣收購鄂尔多斯市巴音孟克纳源煤炭60%股權，但有關交易在2010年取消。
2011年，中國秦發以28.8亿元人民币收購華美奥能源48%股權。
而總部位於中國廣東省廣州市海珠區琶洲大道東1號保利國際廣場南塔22層。

## 連結
- QinfaGroup.com（页面存档备份，存于）